# El Abrazo
El Abrazo es un grupo político uruguayo fundado en 2019, integrante del Frente Amplio y conformado como una alianza de los grupos PAR, Frente en Movimiento y el Ir.

## Historia
De cara a las elecciones parlamentarias de octubre de 2019, se creó El Abrazo como una alianza conformada por el Ir, Magnolia, el Frente en Movimiento y el Colectivo Plena. Se presentó una lista encabezada al Senado  por Patricia Kramer y a la Cámara de Representantes por 
Patricia González Viñoly, integrante del Ir y hasta comienzos de 2019 directora de la Asesoría para la Igualdad de Género de la Intendencia de Montevideo. Sin embargo, en 2019 El Abrazo estuvo a tan solo unos pocos cientos de votos de conseguir una banca en la Cámara de Representantes. Quedando de esta manera sin representación parlamentaria.
En las elecciones Departamentales de 2020 El Abrazo consigue una banca en la Junta Departamental de Montevideo. En los meses previos el grupo Magnolia se había retirado de la alianza.
Para las elecciones internas del Frente Amplio de 2021 El Abrazo se alió al grupo PAR liderado por la diputada Cristina Lustemberg. Esta lista conjunta obtuvo 3 delegados al plenario nacional del Frente Amplio y 1 delegado tanto a la Mesa Política como al Secretariado Ejecutivo del FA.
En el año 2023 el grupo PAR se integra a El Abrazo. 
En la elecciones internas del 30 de junio de 2024 El abrazo apoya la candidatura de Yamandú Orsi y obtiene 13806 votos ubicándose como la 7ma lista más votada del Frente Amplio.  

## Ideología
El Abrazo es un sector político de izquierda.
Dentro de sus énfasis programáticos se destacan la preocupación por la reducción de la desigualdad y la pobreza en sus distintas dimensiones (de género, por ingresos y riqueza, étnica, etc.). En particular en una de sus expresiones más sobresalientes que es la infantilización y la femenización de la pobreza en Uruguay.